# Erzbistum Abuja
Das Erzbistum Abuja (lat.: Archidioecesis Abugensis) ist ein in Nigeria gelegenes Metropolitanbistum der römisch-katholischen Kirche; es hat seinen Sitz in der Hauptstadt Abuja.

## Geschichte
Vorläufer des heutigen Erzbistums Abuja ist die am 6. November 1981 aus dem Bistum Minna gegründete Mission sui juris Abuja. 1989 erfolgte durch Papst Johannes Paul II. die Erhebung zum Bistum Abuja; am 26. März 1994 folgte die Erhebung zum Erzbistum.
Zugeordnet sind die Suffraganbistümer Bistum Gboko, Bistum Idah, Bistum Katsina-Ala, Bistum Lafia, Bistum Lokoja, Bistum Makurdi und Bistum Otukpo.

## Ordinarien
- Dominic Ignatius Kardinal Ekandem (1981–1992)
- John Kardinal Onaiyekan, 1992–2019
- Ignatius Ayau Kaigama, seit 2019